# Dravske elektrarne Maribor
Dravske elektrarne Maribor d. o. o.s (skrajšano DEM d. o. o.) so hidroenergetska družba ter največji proizvajalec električne energije iz obnovljivih virov v Sloveniji. Z osmimi hidroelektrarnami na reki Dravi in tremi malimi hidroelektrarnami (Ceršak, Melje in Markovci) proizvedejo okoli 25% vse električne energije v Sloveniji (leta 2008), kar istočasno predstavljalo tudi okoli 80 % vse slovenske električne energije po kriterijih obnovljivih virov in standardov mednarodnega certifikata RECS (Renewable Energy Certificates System).
Družba, ki je v lasti Holdinga Slovenske elektrarne in Republike Slovenije, ima sedež na Obrežni ulici 170 v Mariboru.
Dravske HE si od prve v stopnji verige dravskih elektrarn v Dravogradu nizvodno proti državni meji s Hrvaško sledijo:
- HE Dravograd - moč na pragu elektrarne: 26 MW, letna proizvodnja 142 milijonov kWh
- HE Vuzenica - moč na pragu elektrarne: 56 MW, letna proizvodnja 247 milijonov kWh
- HE Vuhred - moč na pragu elektrarne: 72 MW, letna proizvodnja 297 milijonov kWh
- HE Ožbalt - moč na pragu elektrarne: 73 MW, letna proizvodnja 305 milijonov kWh
- HE Fala - moč na pragu elektrarne: 58 MW, letna proizvodnja 270 milijonov kWh
- HE Mariborski otok - moč na pragu elektrarne: 60 MW, letna proizvodnja 247 milijonov kWh
- HE Zlatoličje - moč na pragu elektrarne: 126 MW, letna proizvodnja 577 milijonov kWh
- HE Formin - moč na pragu elektrarne: 116 MW, letna proizvodnja 548 milijonov kWh

Poleg zgornje verige hidroelektrarn na Dravi v sklopu podjetja obratujeta še:
- Mala HE Melje (izkorišča predpisani minimalni zimski pretok) - moč na pragu elektrarne: 0,680 MW, letna proizvodnja 5,1 milijonov kWh
- Mala HE Ceršak (na reki Muri) - moč na pragu elektrarne: 0,622 MW, letna proizvodnja 4,7 milijonov kWh
- Mala HE Markovci - moč na pragu elektrarne: 0,775 MW, letna proizvodnja 4,74 milijonov kWh

Podjetje Dravske elektrarne Maribor ima trenutno (leta 2008) skupno moč na pragu vseh HE 577 MW. Letno proizvedejo 2656 milijonov kWh električne energije.